# Hindujski šahiji
Hindujski šahiji, znani tudi kot kabulski šahiji in udi šahiji, so bili dinastija, ustanovljena med letoma 843 in 1026 n. št. Skoraj dve stoletji so prestajali več valov osvajanj, njihovo osrednje ozemlje pa je bilo opisano kot območje Gandare in vzhodnega Afganistana, ki je obsegalo območje do reke Sutledž v današnjem Pandžabu in se širilo v dolino Kangra. Cesarstvo je ustanovil Kalar okoli ok. 843 CE po strmoglavljenju Lagaturmana, zadnjega turškega šahi kralja.
Zgodovina hindujskih šahijev se začne leta 843 n. št., ko je Kalar odstavil zadnjega turškega šahijskega vladarja, Lagaturmana. Nasledil ga je Samanta in med njegovo vladavino je bila regija Kabul izgubljena v korist perzijske Safaridske dinastije. Lalija je kmalu zatem zamenjal Samanto in ponovno osvojil Kabul, hkrati pa si je podjarmil tudi regijo Zabulistan.   Omeniti velja tudi, da se je spopadel s Samkaravarmanom iz dinastije Utpala, kar je povzročilo njegovo zmago in slednjega smrt v Hazari. Bhimadeva, naslednji pomemben vladar, je najpomembnejši za premagovanje Samanidov v Gazniju in Kabulu kot odgovor na njuna osvajanja. Džajapala je nato prevzel nadzor in se znašel v konfliktu z novo ustanovljenim Gaznavidskim cesarstvom, od katerega je bil na koncu poražen. Med njegovo vladavino in vladavino njegovega sina in naslednika Anandapale je bilo osvojeno kraljestvo Lahore. Naslednji šahijski vladarji so se vsi uprli Gaznavidom, vendar na koncu neuspešno, kar je povzročilo propad cesarstva leta 1026 n. št.

## Izvor
Al-Biruni, iranski poliglot in edini sodobni vir o dinastiji, je hindujske šahije opisal kot brahmane. Vendar pa je to stališče v nasprotju z mnenji avtorjev iz poznejših stoletij. Kašmirski zgodovinar Kalhana je v svojem delu Radžatarangini iz 12. stoletja opisal hindujske šahije kot kšatrijskega porekla. André Wink potrjuje Birunijev opis dinastije šahijev kot brahmanov, vendar tudi navaja, da jih vsi poznejši viri imenujejo kšatriji.

## Zgodovina

### Kalar: Prvi hindujski šahiji

#### Ustanovitev
Abasidi pod vodstvom kalifa Al-Ma'muna so leta 815 n. št. premagali kabulsko vejo turških šahijev, ki so napadli Horasan.   Po tem porazu se turški šahiji niso morali le spreobrniti v islam, temveč so morali odstopiti tudi ključna mesta in regije. Zdi se, da je kmalu sledil še en pohod proti gandharski veji, pri čemer je kalifat segel na vzhodu vse do reke Ind in povzročil kritičen poraz.  V zameno za suverene pravice do obeh ozemelj je bilo treba plačati visok letni davek.  
Turški šahiji so se znašli v negotovem stanju in okoli ok. 843 AD je zadnjega vladarja Lagaturmana odstavil eden od njegovih ministrov, brahmanski vezir po imenu Kalar.  Edini opis dogodkov izvira iz Al-Birunija:  Lagatarmanovo neprimerno vedenje je njegove podložnike pripeljalo do številnih pritožb pri Kalarju, ki je, ko je naletel na zaklad, hitro kupoval pot na oblast. Kalar je kralja zaprl zaradi korupcije in postal vršilec dolžnosti regenta, preden je trajno uzurpiral prestol. V Gandari je bila tako ustanovljena nova dinastija "hindujskih šahijev". Nihče razen Al-Birunija ne omenja Kalarja; o njegovi vladavini, ozemeljskem obsegu ali celo o datumih njegovega vladanja ni znanega nič.

### Samanta
Al-Biruni ugotavlja, da je bil Samanta Kalarjev naslednik in morda njegov sin, vendar njuno genealoško razmerje ni opisano. Tako kot v primeru Kalarja tudi tukaj ni nobenih informacij o njegovi vladavini ali celo o njegovem dejanskem imenu, in zdi se, da je posnemal turški šahijski sistem, po katerem na njegovih kovancih ni bilo imena. Prototip serije Samanta so sledili vsi prihodnji hindujski šahijski vladarji in celo muslimanski Gaznavidi, ki so nasledili hindujske šahije. 

#### Izguba Kabula
Leta 870 n. št. je Ja'kub ibn al-Lejf, ustanovitelj nedavno oblikovane Safaridske dinastije, vkorakal na Kabul. Po Tarikh-i Sistanu so se Safaridi spopadli z dinastijo Zunbil s sedežem v današnjem Gazniju in po porazu je sin Zunbilov pobegnil na območje, ki ustreza Kabulu, kar je povzročilo Jakubovo invazijo  Številni viri potrjujejo, da je Ja'kub abasidskemu kalifu Al-Mu'tamidu iz Kabula prinesel idole in slone, vendar ni jasno, ali to kaže na mesto ali na dolino Kabul, čeprav je po Rehmanu slednje najverjetneje. Rawżat aṣ-ṣafāʾ navaja, da je bil vladar Kabula ujet, čeprav ni jasno, ali je bil to Samanta. Regija je bila pod nadzorom Safaridov do leta 878 n. št., preden jo je ponovno zavzel Lalija, naslednik Samante.

### Lalija

#### Ponovna osvojitev Kabula in invazija na Gazno
Lalija je bil prvi šahi, ki ga omenja Kalhana. Upodobljen je kot velik vladar z ogromno močjo, ki je dosegla standard, v katerem so kralji drugih regij iskali zatočišče v njegovi prestolnici Udabhanda, kar je sprememba v primerjavi s prejšnjo prestolnico Kabul. Ni znano, ali je Ja'kub priključil ali napadel deželo Gandara, Rehman pa domneva, da je bila pod kraljestvom Lalije.
Khudrajaka, safaridski guverner Kabula, naj bi svojo vladavino končal leta 880 n. št., vendar ni znano, kaj je povzročilo njegov padec. Domneva se, da je bil vpleten Lalija, saj je bil Kabul ob naslednji omembi leta 900 n. št. opisan kot ozemlje, ki se je vrnilo k ozemlju šahija. Amr ibn al-Lejf je leta 879 n. št. nasledil Jakuba kot Amr safaridske dinastije. V Tarikh-i Sistanu je zapisano, da sta »dva indijska kralja«, rekonstruirana kot Toramana in Asata, opisana kot guvernerja in sinova Lalijina, izkoristila Amr al-Lejfovo zaokupljenost z upori v Horasanu in leta 900 n. št. uspešno napadla Gazni ter premagala safaridskega guvernerja Fardagina, čeprav Tarikh ne pove jasno, ali je šlo za regijo Zabulistan ali za mesto.

#### Agresija z dinastijo Utpala
Kalhana ugotavlja, da je bil Lalija pomemben zaveznik gudžaratskega vladarja Alakhane proti spletkam dinastije Utpala, katere vladar Samkaravarman je okoli leta 902 n. št. napadel hindujske šahije, vendar Kalhana nadalje navaja, da je Lalijina »mogočna slava zasenčila kralje severa«. Samkaravarmana je v Hazari ubila zablodela puščica, učenjaki pa navajajo Lalijino vlogo pri njegovi smrti. Leto kasneje je njegov naslednik Gopalavarman ponovno napadel ozemlje šahije, da bi odstavil uporniškega šahija, in postavil Lalijinega sina Toramano z novim imenom »Kamaluka«. 

### Kamaluka
O vladavini hindujskega šahija Kamaluka ni znanega nič dokončnega, razen da ga je nasledil sin Bhimadeva. Sočasno z njegovo vladavino so Safaridi hitro izgubili svojo oblast v korist Samanidov  in nekje po letu 913 n. št. je vakuum oblasti privedel do vzpona prijateljske sile v provinci Gazna, dinastije Lavik, ki je cvetela do leta 962 n. št. in se zapletla v zakonske zveze s hindujskimi šahi. Obstajajo različna neutemeljena ugibanja o končnem datumu Kamalukove vladavine, ki segajo od leta 900 do 950.  

### Bhimadeva
Bhimadeva, omenjen kot 'Bhima' na Al-Birunijevem seznamu in identificiran s serijo kovancev Śri Bhīmadeva, je bil poleg Lalije eden najuspešnejših vladarjev hindujskih šahijev. Njegov vzpon na oblast je bil sočasen z rastjo sosednjih hindujskih kraljestev, kot je bilo cesarstvo Pala. Glede na kamniti napis Khadžuraho je bila dolina Kangra pod oblastjo šahijskega kralja, za katerega se domneva, da je Bhimadeva, in domneva se tudi, da je bilo mesto Bhimanagar v današnji Kangri poimenovano po njem. Radžatarangini navaja, da se je Bhimina hči poročila s kašmirskim kraljem iz dinastije Lohara, njegova vnukinja, omenjena kot Dida, pa je postala kraljica in zadnja vladarica dinastije Utpala.

#### Zmaga nad Samanidskim cesarstvom
V zadnjih letih Bhimine vladavine, okoli leta 962, je Alp-Tegin, uporniški turški poglavar Samanidskega cesarstva, priključil regiji Zabulistan in Kabul z namenom, da bi začel sveto vojno proti dinastiji Lavik in hindujskim šahijem. Kralj Lavik je pobegnil v šahijsko domeno v upanju, da bo dobil okrepitve za osvojitev izgubljenega ozemlja, in okoli leta 963 je Bhimadeva uspešno zavzel Gazni. Ta zmaga je vklesana v napis na Hundovi plošči, datiran na okoli leta 989 n. št., med vladavino naslednjega šahija Džajapale.
Bhimina smrt je kronološko umeščena v obdobje od 964 do 965 n. št. Napis na Hundovi plošči pripisuje njegovo smrt temu, da se je »zažgal zaradi Šivine želje, ne pa zaradi strašnega sovražnika«, kar nakazuje na ritualni samomor, odsotnost kakršnih koli omenjenih političnih neuspehov pa še dodatno podpira sklep, da je umrl v takšnih okoliščinah. Okoli leta 965 n. št. je Abu Išak, naslednik Alp-Tegina, po Bhimini smrti ponovno odvzel Gazni dinastiji Lavik.

### Džajapala
Bhimadevini nasledniki bi vsi imeli priimek "Pala", muslimanski viri pa dajejo meglene namige o sporu glede nasledstva, zaradi česar mnogi domnevajo, da ista družina ni več vladala. Rahman se ne strinja, da obstajajo zadostni dokazi v prid takšni hipotezi ali sklepu.

#### Odpor pred Gaznavidi
Bilgetegin je nasledil Abu Išaka Ibrahima ob njegovi smrti novembra 966 in vladal približno devet let, preden je bil umorjen med invazijo na Gardiz, zadnji bastion Lavikov. Njegov naslednik Piri je bil opisan kot pijanec, čigar zatiralska vladavina je državljane Gazne pripeljala do zahteve po Lavikovi vrnitvi. Lavik se je s pomočjo "sina Kabulskega šaha" odpravil na še eno ekspedicijo in se srečal z muslimanskimi silami na območju Čarha. Oba sta v vojni izdihnila in muslimanske sile so kljub številčni manjvrednosti dosegle prepričljivo zmago. Sabuktigin je postal nesporni vodja regije Gazni, saj je kasneje strmoglavil Pirija. Kabul je bil za vedno izgubljen in položen je bil temeljni kamen Gaznavidskega cesarstva.
V letih 986–987 je Džajapala odkorakal proti Gazniju in se pri Huzaku srečal s Sabuktiginovimi silami.  Boj je bil več dni večinoma neodločen, preden se je plima obrnila proti šahijem: Džajapala je bil prisiljen predlagati mirovno pogodbo.  Mahmud, Sabuktiginov sin in bojni poveljnik, je želel zadati odločilen poraz, a je moral popustiti, ko je Džajapala zagrozil, da bo sežgal vse dragocenosti.  Dogovorili so se za vojno odškodnino v višini milijona šahijskih dirhamov in petdeset vojnih slonov, nekatere obmejne utrdbe pa so bile odstopljene Gaznavidom. Zato se je Džajapala vrnil z gaznavidskimi poveljniki, ki naj bi prevzeli nadzor nad odstopljenimi utrdbami, medtem ko so nekateri njegovi sorodniki in uradniki ostali s Sabuktiginom kot talci. Ko je Džajapala dosegel svoja ozemlja, je preklical pogodbo in poveljnike vrgel v zapor, v upanju, da bo Sabuktigina prisilil k izmenjavi talcev. 

#### Priključitev Lahoreja
Približno okoli 990-991 je Džajapalo izzval Bharat, radža iz Lahoreja, ki je želel prevzeti nadzor nad Nandano, Džailamom in Takešarjem. Anandapala, takratni guverner Pandžaba in sin Džajapale, je dobil ukaz, naj prestreže Bharatove sile, v bitki, ki je sledila, je bil Bharat ujet, Lahore pa priključen. Lahorejsko plemstvo je zagovarjalo svojega starega kralja, ki je bil po plačilu tributa ponovno postavljen v fevd.  Približno leto dni kasneje je Bharata odstavil njegov sin Čandrak, zaradi nepremišljene kampanje proti šahijem in postal novi fevdalec. Iz razlogov, ki niso jasni, je ok. 998–999 (osem let po uzurpaciji) Džajapala napovedal vojno Lahoreju pod pretvezo, da ščiti svojega suverena Bharata, in poslal Anandapalo proti njemu. Čandraka so napadli iz zasede in ga ugrabili okoli bojišča pri Samutli, Lahore pa so si pripojili šahiji. Rahman domneva, da so šahiji poskušali uravnotežiti izgube proti Gaznavidom z uporabo kakršne koli pretveze.

#### Smrt
Leta 998 n. št. se je Mahmud povzpel na gaznavidski prestol v Gazniju in se podal na aneksijski pohod. Kmalu je Mahmud obrnil pogled proti šahijem, domnevno odločen, da bo vsako leto napadal njihova ozemlja. V bitki, ki je bila zadnja v njegovem življenju, se je Džajapala 27. septembra 1001 srečal z Mahmudom v bitki pri Pešavarju; šahijski guverner province Bardari z imenom Adira Afghan naj bi prestopil na drugo stran in pomagal varno in hitro prečkati Mahmudove čete čez šahijske province. Mahmud je spregledal Džajapalovo taktiko odlašanja konflikta v upanju, da bo prejel okrepitve, in takoj napovedal vojno. Kmalu so bili šahiji v kaosu, Džajapala in petnajst njegovih sorodnikov je bilo ujetih.  Približno milijon šahijcev je bilo zasužnjenih. Vojni plen je navdušil sodobne kroniste: samo kraljeve ogrlice so bile vredne več kot šest milijonov šahijskih dirhamov. Mahmud je nadaljeval svoj pohod vse do Hunda, medtem ko so njegove sile preganjale bežeče čete in zdesetkale žarišča odpora. V nekaj mesecih se je celotno šahijsko ozemlje zahodno od Inda podredilo Mahmudu. 
Džajapala je bil sčasoma izpuščen, vendar se muslimanski kronisti glede podrobnosti razlikujejo. Unsuri, dvorni pesnik Mahmuda, ugotavlja, da je bil prodan na trgu sužnjev; Minhaj ad-din in al-Malik Isami dodajata ceno 80 dirhamov. Drugi, kot je al-Ansab, ugotavljajo, da je Mahmud zavrnil njegovo prošnjo za pomilostitev, vendar ga je izpustil na svobodo za odkupnino plačila 2,5 milijona dirhamov in 50 bojnih slonov, kar naj bi se zgodilo okoli marca 1002, kar se Rahmanu zdi bolj verjetno. Džajapala se je vrnil v Hund in se zažgal na grmadi, potem ko je abdiciral s prestola v korist Anandapale. 

### Anandapala
Anandapala se je na prestol povzpel okoli aprila 1002. Njegovo glavno mesto ostaja neznano, verjetno pa je bil Nandan.  Anandapala je bil v zakonski zvezi s Tungo, hčerko premierja Dide, takratnega vladarja Kašmirja, in imel je vsaj dva sinova. Bil je precej znan kot zavetnik učenjakov, čeprav besedila z njegovega dvora niso ohranjena.
Okoli aprila 1006 je Mahmud prosil Anandapalo za soglasje k prehodu njegovih čet čez njegova ozemlja, da bi dosegle Dauda, vladarja Multana. Ta je prošnjo zavrnil in šel celo do te mere, da je namestil čete na bregove Inda, da bi preprečil Mahmudov prehod. Razjarjeni Mahmud je sprožil katastrofalno vojno proti šahiji in prisilil Anandapalo, da je pobegnil v Kašmir, preden je končno dokončal svoj prvotni cilj osvojitev Multana. Vsa ta ozemlja "Hinda" so ostala pod guvernerstvom nekega Sukhapale, neokonvertiranca.
Verjetno je bil Anandapala postavljen za naslednjega gaznavidskega vazala.
Okoli decembra 1008 je Mahmud iz neznanih razlogov izvedel invazijo na hindujske šahije. Anandapala je poslal veliko vojsko, ki so jo nadomestile sosednje čete pod poveljstvom svojega sina Triločanapale, ki so prispele na ravnice Čača, vendar Mahmudovim četam niso uspele preprečiti prečkanja Inda. Bitka pri Čaču se je končala s porazom hindujskih šahijev. Mahmud je več mesecev zasledoval ubežne čete, pri tem pa je zasegel Nagarkot, da bi pobral svoj vojni plen, in celo vzel Anandapalovega sina za talca. Po osvojenih provincah so bili postavljeni guvernerji in Mahmud se je vrnil v Gazni.
Anandapalova smrt ni zabeležena v nobeni kroniki; vendar je mogoče ugotoviti, da je umrl konec leta 1010  ali v začetku leta 1011. Usoda sina, ki so ga odpeljali v Gazni, ostaja neznana.

### Triločanapala in Bhimapala
Al-Biruni je menil, da je imel Triločanapala, za razliko od svojega očeta, naklonjen odnos do muslimanskih podložnikov. Triločanapala ni kršil Anandapalove pogodbe, toda ko je Mahmud želel korakati proti Thanesarju prek ozemlja hindujskih šahijev, je predlagal, da se mestu prizanese v zameno za sklenitve mirovne pogodbe. Mahmud je prošnjo zavrnil in Thanesar oropal z nemotenim prehodom čez ozemlja šahijev. Triločanapala je zaradi tega ali drugače kmalu prenehal plačevati letne davke Mahmudu in napovedal vojno.
Novembra 1013 je Mahmud napredoval proti Hindu, da bi napadel Triločanapalo, vendar mu ni uspelo prečkati zasneženih prelazov. Triločanapala je izkoristil to zamudo in svojemu sinu Bhimapalu naročil, naj razporedi šahijske čete, in odšel v Kašmir, kjer je od kralja Sangramaradže iz dinastije Lohara prejel bataljon pod poveljstvom Tunge. Do spopada je prišlo sredi naslednjega leta. Bhimapala je sprva izkoristil lokalno topografijo ozkega gorskega prelaza v svojo korist in sprožil ostre gverilske napade na Mahmudove čete – do te mere, da ga je Uth'bi imenoval »Bhima Neustrašni«, dokler ni postal prepričan o svoji številčni premoči in prešel na odprto vojskovanje; v kaosu, ki je sledil tej taktični napaki, so bili šahijski vojaki poraženi in Bhima je moral pobegniti.
Trdnjava v Nandani je bila izropana zaradi vojnega plena in postavljen je bil gaznavidski guverner, medtem ko je Mahmud iskal Triločanapalo. Triločanpala je medtem s kašmirskimi silami postavil svojo oporišče na bregovih reke Poonch. Začetni krog uspehov proti gaznavidski izvidniški skupini je okrepil Tungov ponos, nato pa je brez posvetovanja z izkušenimi šahijskimi generali izvedel katastrofalen manever, s čimer je zagotovil še en hud poraz in popolno izgubo ozemlja zahodno od Tausija. Rahman je ta pohod označil za smrtni udarec za hindujske šahije – »ni bilo več vprašanje, ali, ampak kdaj« bodo šahiji propadli.
Ko je Mahmud med vračanjem s pohoda v Kanaudž (ok. 1017) izropal Šarvo, se je Triločanapala najverjetneje zatekel k Paramari Bhodži.  Kmalu zatem so pomembne politike v Doabu sklenile pogodbe med seboj in s hindujskimi šahi, da bi preprečile prihodnje vpade podobnega obsega. Mahmudu ta zavezništva niso bila všeč in se je vrnil oktobra 1019. Vidjadhara iz Čandele je Triločanapalove može zadolžil, naj preprečijo Mahmudovim četam prehod čez Ramgango (nekje okoli Bulandšahra ), in zasedli so položaje na vzhodnem bregu, vendar naloge niso izpolnili. Nato je Triločanapala načrtoval umik, verjetno zato, da bi se pridružil Vidjadharinim silam v glavnem spopadu, vendar je hiter napad Mahmudovih čet povzročil še en hud poraz. Bulandšahra so odpustili, dve njegovi ženi in hčerki pa zaprli.  Poskušal je skleniti mirovni sporazum, vendar zaman, zaradi česar je moral pobegniti v Vidjadharo. Ni znano, ali mu je uspelo priti do tabora, vendar naj bi Vidjadhara do takrat že zapustil svoja mesta.
Leta 1021 so  Triločanapalo, takrat verjetno že manj pomembnega vladarja, iz neznanih razlogov umorile njegove uporniške hindujske čete. Bhimapala, ki je moral vmes nekje pobegniti pred Raisom, ga je nasledil in vladal do leta 1026; o njegovi vladavini ali ozemljih ni znanega nič.
- Kafir Kot[m]
- Gumbat
- Tempelj trdnjave Bilot[n]
- Nandana
- Malot
- Soon Sakasar temlji